# Cantón de Mende-Norte
El cantón de Mende-Norte era una división administrativa francesa, que estaba situada en el departamento de Lozère y la región de Languedoc-Rosellón.

## Composición
El cantón estaba formado por cuatro comunas, más una fracción de la comuna que le daba su nombre:
- Badaroux
- Chastel-Nouvel
- Le Born
- Mende (fracción)
- Pelouse

## Supresión del cantón de Mende-Norte
En aplicación del Decreto n.º 2014-245 de 25 de febrero de 2014, el cantón de Mende-Norte fue suprimido el 22 de marzo de 2015 y sus 5 comunas pasaron a formar parte; tres del nuevo cantón de Grandrieu, una del nuevo cantón de Mende-1 y una del nuevo cantón de Saint-Alban-sur-Limagnole.